# Взятие Учана
Взятие Учана (кит. 占武昌) — одна из военных операций тайпинов в начальный период восстания, проводившаяся в декабре 1852 — январе 1853 года.

Учан (справа внизу) на карте 19 века

В ноябре 1852 года тайпины сняли осаду Чанши и вниз по реке Сян двинулись на север к Учану, столице провинции Хубэй. К декабрю армия тайпинов достигла озера Дунтин и без особого сопротивления заняла Юэян, где захватили более 5000 лодок, оружие и другие припасы. 
За двадцать пять дней войска тайпинов продвинулись вперед на триста миль. Достигнув берегов реки Янцзы, они быстро двинулись вниз по течению на восток и внезапно переправили свои войска на северный берег, захватив в конце декабря два богатых, но плохо защищенных торговых города Ханьян и Ханькоу. Захватив эти два города, тайпины, соединив лодки, построили два огромных плавучих моста через Янцзы. Таким образом они могли атаковать обнесенный стеной и тщательно охраняемый Учан на его более слабом, северном, участке.
Цинские войска сожгли предместья города, заблокировали городские ворота землей и камнями и расставили у стен посты прослушивания, чтобы противодействовать прокладке осадных сап и точно определять места возможного подрыва стен. Местные жители были возмущены сожжением своих домов и сочувствовали тайпинской пропаганде.
Тайпины осаждали Учан двадцать дней. Утром 12 января 1853 года каменная кладка городской стены возле ворот Вэньчан была взорвана. Тайпины ворвались в город, где начались уличные бои. Большое количество чиновников, включая губернатора Чан Дачуня, были убиты или покончили жизнь самоубийством. 6 тысяч цинских солдат, защищавших город, были уничтожены. 
Два дня спустя Ян Сюцин приказал прекратить убийства, очистить улицы, и сделал заявление, чтобы успокоить людей, а также приказал приветствовать Хун Сюцюаня, «небесного царя», торжественно вошедшего в город.
Учан стал первым провинциальным городом, захваченным тайпинами. Тайпинская армия мобилизовала в армию местное восставшее население. Однако Учан не всегда находился в руках тайпинской армии, так как был трижды захвачен и трижды потерян. Учан стал одним из первых крупных городов, где стала реализовываться тайпинская социальная политика.
После короткого отдыха в Учане 500-тысячная сухопутная и речная армия тайпинов двинулась на Нанкин.